# Geschlechtergeschichte
Die Geschlechtergeschichte ist eine Disziplin der Geschichtswissenschaft, die sich mit der historischen Ausprägung und Veränderlichkeit von Weiblichkeit, Männlichkeit und des Verhältnisses der Geschlechter zueinander befasst. Dabei geht es insbesondere um die Frage, wie kulturelle Geschlechterrollen das Denken, Fühlen und Handeln von Menschen geprägt haben.
Somit befasst sich die Geschlechtergeschichte prinzipiell mit allen Teilbereichen der Geschichtswissenschaft und ist nicht über einen Gegenstandsbereich definiert (wie z. B. die Geschichte des Militärs, des Sports, der Arbeiterbewegung). Sie stellt stattdessen eher eine spezifische Herangehensweise dar, in der der Kategorie „Geschlecht“ eine zentrale Rolle zukommt.
Ausgehend von einer Frauen- und Geschlechtergeschichte, die die männlich dominierte und vielfach androzentrische Geschichtsschreibung um weibliche Blickwinkel und Fragestellungen nach der historischen Bedeutung von Frauen an der Menschheitsgeschichte erweitert hat, hat sich dabei in den letzten Jahrzehnten auch eine „Männergeschichte“ entwickelt. Sie versucht, das Verhalten von Männern nicht als „Normalfall“, sondern als geschlechtsspezifisch bedingt zu betrachten (siehe auch Männerforschung).

## Die Anfänge seit den 1960er Jahren
Frauen wurden in der Geschichtswissenschaft lange wenig berücksichtigt. Nur einzelne weibliche Persönlichkeiten galten der Geschichtsschreibung bis weit ins 20. Jahrhundert hinein als erwähnenswert, was vor allem daran lag, dass der Beruf der Historikerin sich für eine Frau nicht ziemte und bestenfalls belächelt worden ist. Die Anfänge einer Frauengeschichte, die Frauen als Handelnde in der Geschichte stärker ins Blickfeld der Geschichtswissenschaft zu rücken versucht, liegen in Deutschland in den 60er Jahren. Zentral für die Diskussion um eine neue Sichtweise in der Geschichte sei dabei die Unterscheidung zwischen Sex und Gender, also zwischen dem biologischen und dem sozialen Geschlecht, gewesen. Anregungen dafür kamen aus dem Umfeld der Frauenbewegung und den Women’s Studies in den USA, also von außerhalb der etablierten Geschichtswissenschaft (vgl. Frauenforschung, Gender Studies). In den folgenden Jahren lag der Fokus historischer Frauenforschung darauf, „Frauen sichtbar zu machen“ und verschiedenste Sammelbände (bis hin zur groß angelegten Geschichte der Frauen) halfen dabei, die Lücken auf dem Gebiet empirischer Untersuchungen abzubauen. Den ersten Lehrstuhl mit der Ausrichtung auf Geschichtsdidaktik und Frauengeschichte besetzte Annette Kuhn in Bonn.

## Neuere Entwicklungen seit etwa 1990
Der Boom der historischen Frauenforschung hatte aber auch eine Kehrseite. Frauengeschichte hatte sich Ende der 80er Jahre zwar als ein Teilgebiet der Geschichtswissenschaft etabliert (so gründete der am langsam aufblühenden Forschungsgebiet der Frauen- und Geschlechtergeschichte interessierte Medizinhistoriker Gerhard Baader mit dem Kirchenhistoriker Werner Affeldt (1928–2019) bereits 1984 ein interdisziplinäres Forschungsprojekt zur Geschichte von Frauen in Antike und Mittelalter); statt eines Paradigmenwechsels, der die gesamte Historie betrifft, war aber de facto neben beispielsweise der Sozial-, Wirtschafts- oder Kulturgeschichte ein weiterer Bereich, die Frauengeschichte eben, entstanden.
Die Kategorie Geschlecht ist aber für fast jedes historische Teilgebiet zentral. Demgegenüber steht eine isolierte Herangehensweise an die Geschlechtergeschichte, welche aufgrund des Umfangs dieses Teilgebiets durchaus sinnvoll ist. Daher ist die Geschlechtergeschichte eher als eine historische Subdisziplin zu verstehen. Eine Diskussion darüber, dass eine eng verstandene Frauengeschichte von einer Geschlechtergeschichte, die sowohl Weiblichkeit als auch Männlichkeit untersucht, abgelöst werden müsse, wurde daraufhin von Historikerinnen wie Gisela Bock, Ute Frevert oder Bea Lundt angestoßen.
Weitere Anregungen in diese Richtung kamen aus der englischsprachigen masculinity-Forschung, insbesondere von Raewyn Connell. So gibt es inzwischen zahlreiche Veröffentlichungen zur Geschlechtergeschichte, die auch Männlichkeit(en) untersuchen, und die Genderforschung in der Religionssoziologie (vor allem Paul Zulehner). Lehrstühle für Geschlechtergeschichte gibt es in Deutschland gegenwärtig an den Universitäten Jena, Bielefeld, Bochum und der HU bzw. FU Berlin. Inzwischen sind unter dem Einfluss der Geschlechtergeschichte weitere neue Forschungsrichtungen entstanden, etwa die Neue Politikgeschichte, welche die klassische Politikgeschichte mittels geschlechter-, sozial- und alltagsgeschichtlicher Ansätze zu modernisieren versucht, oder die Neue Militärgeschichte als Spielart der Geschichte der Männlichkeiten. Diese untersucht, inwiefern verschiedene Konzepte von Männlichkeit die Wertvorstellungen und das Verhalten von Männern beeinflusst haben und beeinflussen.
Weitere Entwicklungen im Bereich der Geschlechtergeschichte beziehen nicht nur das weibliche und das männliche Geschlecht mit ein.